# Parafia św. Jadwigi we Wrocławiu-Kozanowie
Parafia Świętej Jadwigi we Wrocławiu-Kozanowie znajduje się w dekanacie Wrocław zachód I (Kozanów) w archidiecezji wrocławskiej. Parafia jest obsługiwana przez księży diecezjalnych. Erygowana w 1926 roku. 

## Obszar parafii
Parafia obejmuje ulice: Bobrzańska, Celtycka, Dobrzańska, Dziadoszańska, Dzielna, Gołężycka, Kolista, Kozanowska (nr 1-65, 2-52), Lotnicza (nr nieparz. 1-103), Modra, Pałucka, Pilczycka (nr 1-65, 2-26), Połbina, Setna, Ślężańska, Trzebowiańska, Wiślańska. 

## Proboszczowie parafii
- ks. Dominik Mazan (1981-2002) – pierwszy diecezjalny proboszcz, dziekan dekanatu Zachód I
- ks. Janusz Czarny (2003-2014)  – wykładowca PWT we Wrocławiu
- ks. Adam Dereń (od 2014)